# モール・グループ
モール・グループ(The Mall Group)は、タイのデパート、ショッピングモール経営会社。
ライバル社はセントラル・グループ(Central Group)。
ザ・モールの他にバンコクを代表するショッピング・モールである、サイアム・パラゴンに入っているパラゴンデパートメントストアやエンポリアム、エムクオーティエ、Bluportホアヒン、ドンムアン空港第二ターミナル内ショップを運営する。2021年現在、国際百貨店協会に加盟する12百貨店グループ企業の1つ。  

## バンコク都内
- エンポリアム  (デパート＆ショッピングモール)
- パラゴンデパートメントストア  (デパート)
- エムクオーティエ  (ショッピングモール)
- The Mall 1 , Ratchadamri (閉店)
- The Mall 2 , Ramkhamhaeng II , Ramkhamhaeng soi 12 (デパート、ミニショッピングモール、2025年7月現在 改装中)
- The Mall 3 , Ramkhamhaeng III , Ramkhamhaeng soi 15,17 (デパート、ショッピングモール 2025年7月現在改装中)
- The Mall 4 , Ramkhamhaeng IV , Huamark (ミニデパート、映画館、ボウリング場、Major Cineplex Ramkhamhaeng)
- New The Mall 5 , Thaphra (デパート＆ショッピングモール)
- New The Mall 6 , Ngamwongwan (デパート＆ショッピングモール)
- The Mall 7 , Bangkae (デパート＆ショッピングモール)
- The Mall 8 , Bangkapi (デパート＆ショッピングモール)
- The Mall Skyport , Donmeuang Airport (デパート)

## タイ国内
- The Mall 7 , Korat (ナコーンラーチャシーマー県)
- Bluport Hua Hin (ホアヒン)